# Delicias las Flores 2da. Sección
Delicias las Flores 2da. Sección är en ort i Mexiko.   Den ligger i kommunen Salto de Agua och delstaten Chiapas, i den sydöstra delen av landet, 800 km öster om huvudstaden Mexico City. Delicias las Flores 2da. Sección ligger 86 meter över havet och antalet invånare är 112.
Terrängen runt Delicias las Flores 2da. Sección är huvudsakligen kuperad, men den allra närmaste omgivningen är platt. Runt Delicias las Flores 2da. Sección är det ganska tätbefolkat, med 54 invånare per kvadratkilometer. Närmaste större samhälle är Río Tulija, 4,2 km nordost om Delicias las Flores 2da. Sección. Trakten runt Delicias las Flores 2da. Sección består till största delen av jordbruksmark.